# Ashcombe
Ashcombe – wieś w Anglii, w hrabstwie Devon, w dystrykcie Teignbridge. Leży 14 km na południe od miasta Exeter i 260 km na południowy zachód od Londynu.